# Rossville (Kansas)
Rossville és una població dels Estats Units a l'estat de Kansas. Segons el cens del 2000 tenia 1.014 habitants.

## Demografia
Segons el cens del 2000, Rossville tenia 1.014 habitants, 383 habitatges, i 279 famílies. La densitat de població era de 799 habitants/km².
Dels 383 habitatges en un 37,6% hi vivien nens de menys de 18 anys, en un 59% hi vivien parelles casades, en un 10,7% dones solteres, i en un 26,9% no eren unitats familiars. En el 24% dels habitatges hi vivien persones soles el 12,5% de les quals corresponia a persones de 65 anys o més que vivien soles. El nombre mitjà de persones vivint en cada habitatge era de 2,52 i el nombre mitjà de persones que vivien en cada família era de 2,98.
Per edats la població es repartia de la següent manera: un 27,1% tenia menys de 18 anys, un 5,1% entre 18 i 24, un 28,3% entre 25 i 44, un 22,5% de 45 a 60 i un 17% 65 anys o més.
L'edat mediana era de 38 anys. Per cada 100 dones de 18 o més anys hi havia 80,7 homes.
La renda mediana per habitatge era de 44.118 $ i la renda mediana per família de 53.333 $. Els homes tenien una renda mediana de 37.917 $ mentre que les dones 25.347 $. La renda per capita de la població era de 20.103 $. Entorn del 2,2% de les famílies i el 3,1% de la població estaven per davall del llindar de pobresa.

## Poblacions més properes
El següent diagrama mostra les poblacions més properes.